# Kasernierte Volkspolizei

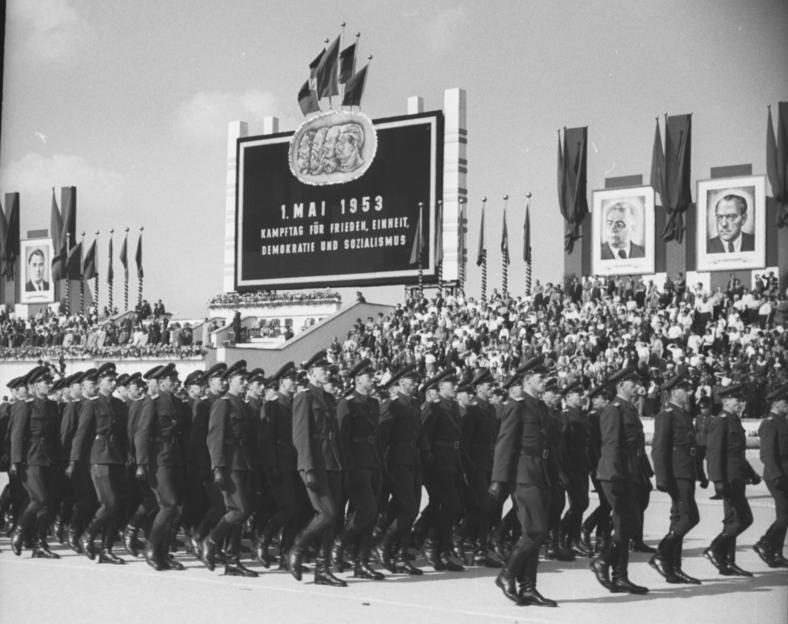
Parade van de Kasernierte Volkspolizei op 1 mei 1953

De Kasernierte Volkspolizei (afgekort KVP) was de voorloper van de Nationale Volksarmee van de DDR. Het hoofdkwartier van de Kasernierte Volkspolizei was gevestigd in de Oost-Berlijnse wijk Adlershof en vanaf 1954 in Strausberg ten noordoosten van Berlijn. In 1956 werd de Kasernierte Volkspolizei omgevormd tot het leger van de DDR, de Nationale Volksarmee.
In oktober 1948 richtte de SMAD, het militaire bestuur van de Sovjet-bezettingszone in Duitsland, een oproerpolitie op. Dit waren gewapende eenheden die gelegerd waren in kazernes en die een militaire training ondergingen. Deze oproerpolitie omvatte 40 eenheden van 100 tot 250 man. Een groot deel van de officieren en manschappen bestond uit oud-militairen die in de Sovjet-Unie als krijgsgevangene hadden vastgezeten.
In november 1948 kwam de eenheid, net als de Deutsche Grenzpolizei, onder de Deutsche Verwaltung des Innern (DVdI) in de Hauptabteilung Grenzpolizei und Bereitschaften (HA GP/B). Deze afdeling kreeg op 25 augustus 1949 de naam Verwaltung für Schulung (VfS) en op 15 oktober 1949 de naam Hauptverwaltung für Ausbildung (HVA). Uiteindelijk kreeg de eenheid op 1 juni 1952 de naam Kasernierte Volkspolizei. Naast grondtroepen had de KVP ook een zeemacht en een luchtmacht. In december 1952 omvatte de KVP 90.250 man. De eenheid stond onder een strikt ideologisch toezicht van de Sozialistische Einheitspartei Deutschlands (SED).
Op 1 maart 1956 werd de Kasernierte Volkspolizei omgevormd tot het leger van de DDR en kwam onder het ministerie van defensie. Kort hierna richtte het ministerie van binnenlandse zaken een nieuwe oproerpolitie op: de Volkspolizei-Bereitschaften.